# Хруцкий, Валерий Евгеньевич
Хруцкий Валерий Евгеньевич (р. 1956) — советский и российский экономист, доктор экономических наук (1993 г.), директор Центра международного бизнеса и регионального развития Академии народного хозяйства при Правительстве РФ (с 1995), директор группы компаний «ТОР-Консультант» (с 1997).

## Образование
В 1978 году окончил факультет экономической кибернетики Московского института народного хозяйства им. Г. В. Плеханова. Прошёл стажировку в департаменте закупок ООН (1988—1989). В 1993 году защитил докторскую диссертацию на тему «Управление эффективностью промышленного производства».

## Профессиональная деятельность
С 1978 по 1995 год В. Е. Хруцкий сотрудничал в отделе проблем управления Института США и Канады.
Разработчик системы экономико-математических компьютерных моделей для программ по составлению бизнес-планов международного образца «Успех+» и по финансовому планированию и бюджетированию «ТОР-Консультант». С 1997 года директор группы «ТОР-Консультант».
Занимается деловым консультированием, сотрудничал с более чем 2000 проектов на предприятиях России и Украины. В 1991—1995 годах составил свыше 500 бизнес-планов международного образца в рамках совместного проекта с USAID и Университетом Пеппердайна.

## Публикации
Автор более 800 публикаций (общим объемом свыше 500 п. л.), изданных в СССР, РФ, США, ФРГ, Италии, в том числе 20 книг, включая:
- Л. И. Евенко, В. Е. Хруцкий, В. П. Аверчев и др. Государство и управление в США / Л. И. Евенко. — М.: Мысль, 1985. — 303 с.
- Управленческий потенциал в промышленности США. — М.: Наука, 1988. — 132 с.
- Как добиться успеха: Практические советы деловым людям. — М.: Политиздат, 1991. — 510 с. — ISBN 5-250-01171-3. (самая массовая книга из изданных, общий тираж — 200 тыс. экз.)
- В. Е. Хруцкий, И. В. Корнеева. Современный маркетинг. — М.: Финансы и статистика, 1991. — 253 с. — ISBN 5-279-00670-X. Архивировано 23 апреля 2012 года. (2-е издание — 1999, 3-е издание — 2003, общий тираж 3-х изданий — 160 тыс. экз.; доп. изд. — 2005, тираж 5000 экземпляров)
- Южнокорейский парадокс. — М.: Финансы и статистика, 1993. — 238 с. — ISBN 5-279-00918-0.
- В. Е. Хруцкий, Т. В. Сизова, В. В. Гамаюнов. Внутрифирменное бюджетирование. — М.: Финансы и статистика, 2002. — 400 с. — ISBN 5-279-02216-0. Архивировано 5 апреля 2009 года. (2-е издание — 2006)
- В. Е. Хруцкий, Р. А. Толмачёв. Оценка персонала: Критика теории и практики применения системы сбалансированных показателей. — 2-е изд. перераб. и доп.. — М.: Финансы и статистика, 2008. — 224 с. — ISBN 5-279-03190-0. Архивировано 12 апреля 2009 года.
- В. Е. Хруцкий, Р. В. Хруцкий. Системы бюджетирования. Семь шагов по эффективной постановке бюджетирования. — М.: Финансы и статистика, 2007. — 176 с. — ISBN 5-279-03207-0. Архивировано 5 апреля 2009 года. и др.